# Miles Bridges
Pour les articles homonymes, voir Bridges.
Miles Emmanuel Bridges, né le 21 mars 1998 à Flint dans le Michigan, est un joueur américain de basket-ball évoluant aux postes d'ailier et d'ailier fort. Il mesure 1,96 m.

## Biographie

### Carrière universitaire
Après ses deux saisons universitaires avec Michigan State, il se présente pour la draft 2018 de la NBA.

### Carrière professionnelle

#### Hornets de Charlotte (2018-2022, depuis 2023)
Le 21 juin 2018, il est choisi en 12e position par les Clippers de Los Angeles puis envoyé aux Hornets de Charlotte en échange de Shai Gilgeous-Alexander.
Le 25 octobre 2019, les Hornets activent leur option d'équipe sur le contrat de Bridges, le prolongeant jusqu'à la fin de saison 2020-2021.
Le 13 avril 2022, à la suite de son exclusion lors d'un match contre les Hawks d'Atlanta, Miles Bridges jette son protège-dents sur une spectatrice. Le lendemain, le joueur est condamné par la NBA à 50 000 dollars d'amende pour son geste.
En juin 2022, alors qu'il doit négocier un nouveau contrat avec les Hornets, Bridges est arrêté par la police de Los Angeles pour avoir agressé Mychelle Johnson, sa compagne. Il est rapidement libéré sous caution. Il est inculpé en juillet par le procureur du comté de Los Angeles de « violence conjugale » et « maltraitance infantile ». La NBA ouvre aussi une enquête sur cette affaire. Devant la justice, Bridges plaide non coupable. Le 14 avril 2023, la NBA le suspend pour 30 rencontres.
Éloigné des terrains depuis un an, il revient aux Hornets de Charlotte en juillet 2023 pour un contrat d'un an et 7,9 millions de dollars.
Il prolonge avec les Hornets à l'été 2024 pour un contrat de 75 millions de dollars sur trois ans.

## Palmarès

### Distinctions personnelles
- MVP du Rising Stars Challenge du NBA All-Star Game 2020.

## Statistiques

### Universitaires
| Saison    | Équipe         | Matchs | Titul. | Min./m | % Tir | % 3pts | % LF | Rbds/m. | Pass/m. | Int/m. | Ctr/m. | Pts/m. |
| --------- | -------------- | ------ | ------ | ------ | ----- | ------ | ---- | ------- | ------- | ------ | ------ | ------ |
| 2016-2017 | Michigan State | 28     | 27     | 32,0   | 48,6  | 38,9   | 68,5 | 8,29    | 2,07    | 0,687  | 1,54   | 16,89  |
| 2017-2018 | Michigan State | 34     | 33     | 31,4   | 45,7  | 36,4   | 85,3 | 6,97    | 2,71    | 0,62   | 0,76   | 17,12  |
| Carrière  | Carrière       | 62     | 60     | 31,6   | 47,0  | 37,5   | 77,6 | 7,56    | 2,42    | 0,65   | 1,11   | 17,02  |

### Professionnelles

#### Saison régulière
| Saison    | Équipe    | Matchs | Titul. | Min./m | % Tir | % 3pts | % LF | Rbds/m. | Pass/m. | Int/m. | Ctr/m. | Pts/m. |
| --------- | --------- | ------ | ------ | ------ | ----- | ------ | ---- | ------- | ------- | ------ | ------ | ------ |
| 2018-2019 | Charlotte | 80     | 25     | 21,2   | 46,4  | 32,5   | 75,3 | 4,04    | 1,19    | 0,69   | 0,61   | 7,46   |
| 2019-2020 | Charlotte | 65     | 64     | 30,7   | 42,4  | 33,0   | 80,9 | 5,55    | 1,75    | 0,62   | 0,74   | 12,97  |
| 2020-2021 | Charlotte | 66     | 19     | 29,3   | 50,3  | 40,0   | 86,7 | 6,00    | 2,20    | 0,70   | 0,80   | 12,70  |
| 2021-2022 | Charlotte | 80     | 80     | 35,5   | 49,1  | 33,1   | 80,2 | 7,00    | 3,80    | 0,90   | 0,80   | 20,20  |
| 2023-2024 | Charlotte | 69     | 67     | 37,4   | 46,2  | 34,9   | 82,5 | 7,30    | 3,30    | 0,90   | 0,50   | 21,00  |
| Carrière  | Carrière  | 360    | 255    | 30,7   | 47,0  | 34,7   | 81,3 | 6,00    | 2,50    | 0,80   | 0,70   | 14,80  |

Mise à jour le 6 juillet 2024

## Records sur une rencontre en NBA
Les records personnels de Miles Bridges en NBA sont les suivants, :
| Type de statistique        | Saison régulière | Saison régulière            | Saison régulière |
| Type de statistique        | Record           | Adversaire                  | Date             |
| -------------------------- | ---------------- | --------------------------- | ---------------- |
| Points                     | 46               | @ Cavaliers de Cleveland    | 7 mars 2025      |
| Paniers marqués            | 17               | Raptors de Toronto          | 7 février 2024   |
| Paniers tentés             | 32               | @ Cavaliers de Cleveland    | 7 mars 2025      |
| Paniers à 3 points réussis | 6                | 3 fois                      | 3 fois           |
| Paniers à 3 points tentés  | 12               | @ Knicks de New York        | 15 mai 2021      |
| Lancers francs réussis     | 12               | @ Cavaliers de Cleveland    | 7 mars 2025      |
| Lancers francs tentés      | 13               | @ Cavaliers de Cleveland    | 7 mars 2025      |
| Rebonds offensifs          | 6                | Wizards de Washington       | 7 février 2021   |
| Rebonds défensifs          | 16               | @ Mavericks de Dallas       | 30 décembre 2020 |
| Rebonds totaux             | 16               | @ Mavericks de Dallas       | 30 décembre 2020 |
| Passes décisives           | 11               | @ Trail Blazers de Portland | 17 décembre 2021 |
| Interceptions              | 4                | 2 fois                      | 2 fois           |
| Contres                    | 4                | 2 fois                      | 2 fois           |
| Balles perdues             | 6                | @ Pistons de Détroit        | 11 février 2022  |
| Minutes jouées             | 50               | Heat de Miami               | 17 février 2022  |

- Double-double : 58
- Triple-double : 1

Dernière mise à jour : 23 mars 2025